# Château de Montvuagnard
Le château de Montvuagnard, est une ancienne maison forte dont il ne subsiste que de très rares vestige, qui se dressait sur la commune d'Alby-sur-Chéran une commune française, dans le département de la Haute-Savoie et la région Auvergne-Rhône-Alpes.
Il est l'un des sept châteaux, avec Châteauvieux, Le Donjon, Montconon, Montdésir, Montpon et Pierrecharve, qui assuraient la défense d'Alby.

## Situation
Il se dressait entre les villages de Chèdes-des-Dessus et Vons, situés au-dessus de la commune d'Alby-sur-Chéran, sur un monticule.
Ces châteaux constituaient un système défensif permettant de contrôler le passage du torrent.

## Historique
Le château est mentionné sous les formes latines Mons Wagnardorum ou Castrum Montis Wagnardi, selon l'historien Léon Ménabréa. Il appartint dès son origine à la famille Vuagnard, originaire du Genevois.
Vers 1650, il passe à la famille de Montpon, et, en 1746, il est entre les mains du sénateur Cormand de Montpon. Ce dernier utilise une partie de ses pierres pour restaurer et agrandir son château de Montpon. Un siècle plus tard, le comte Joseph de Thiollaz, en fait de même, lors de la construction d'une nouvelle aile dans sa demeure de Montpon.

## Description
Entièrement détruit, il n'en subsiste que la trace de quelques murs.